# 17460 Манг
17460 Манг (17460 Mang) — астероїд головного поясу, відкритий 10 жовтня 1990 року.
Тіссеранів параметр щодо Юпітера — 3,607.